# Victor Sen Yung
Victor Sen Yung (São Francisco, Califórnia, 18 de outubro de 1915 – Los Angeles, Califórnia, 1 de novembro de 1980) foi um ator norte-americano de origem chinesa, conhecido pela participação na série Bonanza.

## Filmografia parcial
- The Man with Bogart's Face (1980)
- Flower Drum Song (1961)
- Soldier of Fortune (1955)
- Blood Alley (1955)
- The Left Hand of God (1955)
- Trader Tom of the China Seas (1954)
- Secrets of Monte Carlo (1951)
- The Law and the Lady (1951)
- Valley of Fire (1951)
- Chinatown at Midnight (1950)
- Manila Calling (1942)
- Moontide (1942)
- Secret Agent of Japan (1942)
- Charlie Chan in Reno (1939)
- Charlie Chan at Treasure Island (1939)
- 20,000 Men a Year (1939)